# Fritz Peter (Sänger)
Fritz Peter (* 7. November 1925 in Camorino; † 8. Januar 1994 in Oberrieden ZH) war ein Schweizer Sänger der Stimmlage Tenor.

## Leben und Wirken
Fritz Peter machte zunächst eine Lehre als Maschinenbauer. Danach studierte er von 1945 bis 1948 Gesang bei der Sopranistin Annelies Gamper und bei Elfriede Lemmer in Winterthur, 1948 bis 1955 bei der Sopranistin Margherita Perras in Zürich und danach bei Vito Frazzi in Siena und bei Alphons Fischer in Stuttgart.
Von 1955 bis 1961 war er an der Städtischen Bühne Ulm engagiert, wo er neben Partien als lyrischer Tenor auch Rollen als Heldentenor übernahm, so Florestan in Fidelio, Don José in Carmen, Riccardo in Un ballo in maschera und Max in Der Freischütz. Danach war er bis 1990 am Stadttheater/Opernhaus Zürich engagiert. Dort sang er Tenorpartien in Opern und Operetten wie Si j’étais roi, Lulu, Wozzeck, Il matrimonio segreto, Martha, Il re cervo, Jenůfa, Der Graf von Luxemburg, Paganini, Don Giovanni, Die Entführung aus dem Serail, Die Zauberflöte, Die lustigen Weiber von Windsor, Orpheus in der Unterwelt, Il barbiere di Siviglia, L’italiana in Algeri, Die verkaufte Braut, Der Zigeunerbaron, Die Meistersinger von Nürnberg, Tannhäuser und Der Vogelhändler.
In Uraufführungen sang er in Griechische Passion von Bohuslav Martinů (1961, Regie: Herbert Graf, musikalische Leitung: Paul Sacher), Barbasuk von Paul Burkhard (1961, Regie: Kurt Wilhelm, musikalische Leitung: Victor Reinshagen), Madame Bovary von Heinrich Sutermeister (1967, Regie: Michael Hampe, musikalische Leitung: Reinhard Peters) und Ein Engel kommt nach Babylon von Rudolf Kelterborn (1977, Regie: Götz Friedrich, musikalische Leitung: Ferdinand Leitner).
Fritz Peter erhielt als Solist Einladungen zu Gastauftritten, so an die Bayerische Staatsoper München, an die Oper Frankfurt am Main, an die Hamburgische Staatsoper, an das Grand Théâtre de Genève, an das Theater St. Gallen, an das Theater Basel, an das Luzerner Theater und an die Oper Nizza. Mit dem Ensemble des Opernhauses Zürich gastierte er an der Mailänder Scala, an der Staatsoper Dresden, an der Oper Helsinki, bei den Wiener Festwochen und beim Edinburgh Festival.
Fritz Peter trat auch als Konzertsänger auf. 1990 wurde er pensioniert, trat aber weiterhin bis 1993 am Opernhaus Zürich als Gast in kleineren Rollen auf.

## Diskografie
- L’incoronazione di Poppea, Leitung Nikolaus Harnoncourt, Telefunken, 1979[1]
- Il ritorno d’Ulisse in patria, Leitung Nikolaus Harnoncourt, Telefunken, 1980[2]
- auf Zauberwelt Der Oper, Concert Hall: Don Pasquale (Ernesto), Der Freischütz (Max), Tristan und Isolde (Tristan), Die Walküre (Siegmund)[3]
- auf Unsterbliche Operette, Concert Hall: Paganini (Paganini), Viktoria und ihr Husar (Stefan Koltay), Maske in Blau (Operette) (Armando Cellini), Madame Pompadour (Graf René)[4]
- Der Barbier von Bagdad, Leitung Ferdinand Leitner, Profil, 2008[5]